# 川原町 (新宮市)

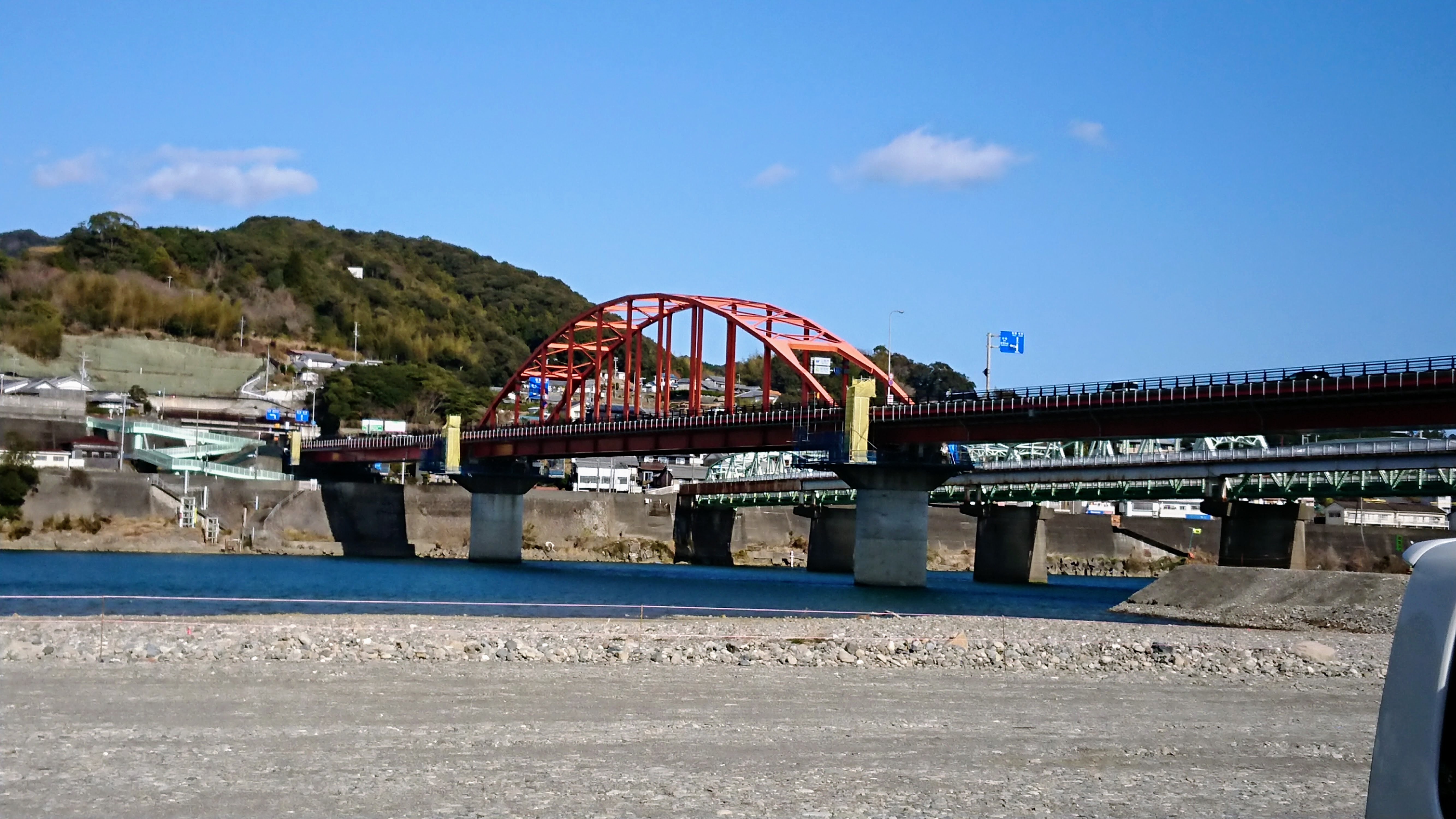
新熊野大橋。手前の広い河原に川原町があった。

川原町（かわらまち）はかつて和歌山県新宮市に存在した河川敷上の集落である。
川原町とは釘を使わない簡易建築「川原家」からなる集落で、熊野川の河口、熊野大橋のある付近に形成されていた。川原家は洪水が迫ると解体され、水が引くと再び組み立てられるという仕組みである。

## 歴史

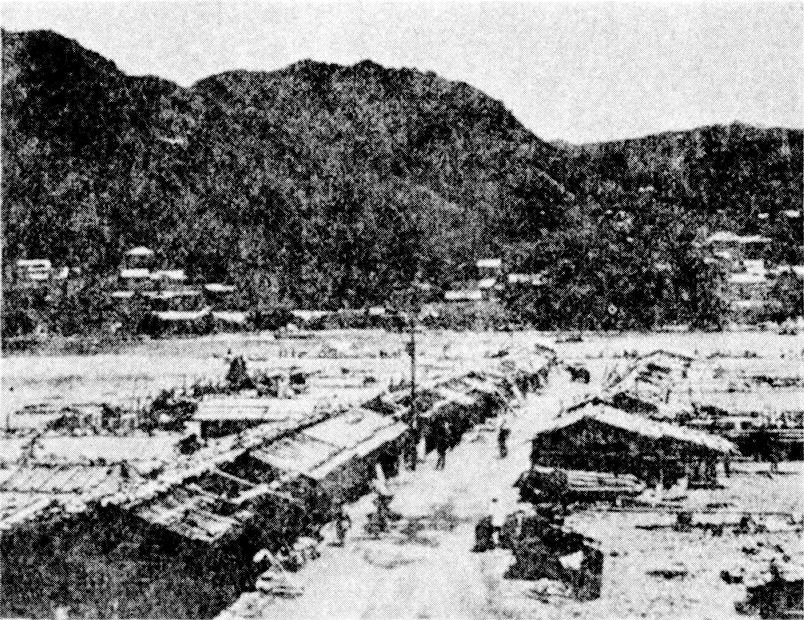
1934年（昭和9年）、御幸町川原。ただし丸山 (2007)は同じ写真を「大正の風景」として掲載している。

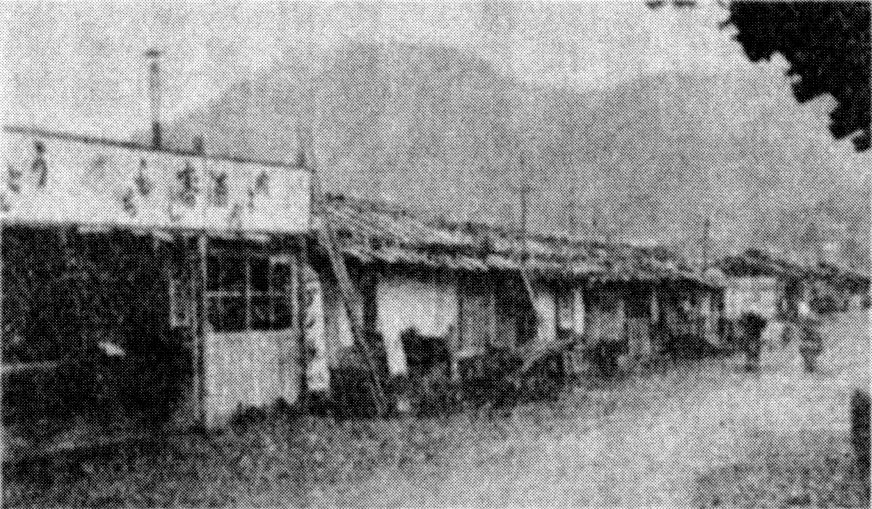
1936年（昭和11年）の川原町の商店

熊野川の川原における集落の存在に言及した最古の文献は、『熊野年代記』の宝亀9年（778年）の項である。この年、川原に家が建てられたが、8月の洪水で流されてしまったという。この家が後の川原家と同じ形態であったかどうかも不明であり、この記述自体についても後の川原町と同じ場所を指すかどうかは不明とする立場もある。平安時代には既に何軒かの家が建てられていたと推測する向きもあるが、『熊野年代記』以降は文献がなく、詳細は不明である。
次に川原の集落が文献に現れるのは寛文9年（1669年）である。このような場所に集落が形成された理由は、熊野川の上流から切り出されて船で運ばれた木材が河口の水面に浮かべて取引されたほか、海運で入った物資もここで川舟に積み替えられて上流に運ばれたため、物流と商取引の中心地となっていたことにある。
最盛期には300軒近くの建物があった。1920年（大正9年）9月には建築学者の今和次郎も新宮を訪れ、川原家の調査を行っている。しかし1935年（昭和10年）に熊野川に橋が架かると川原町は徐々に衰退し、1950年（昭和25年）までに集落は消失した。元の住人が川原家の部材を市内に持ち込んで、固定住宅として住んだ家は1970年代まで存在した。

## 文学作品における言及
文学作品に川原町が描かれることもあり、新宮出身の作家佐藤春夫は自伝的小説『わんぱく時代』で川原町に触れている。同様に新宮生まれで、地元を舞台とした作品の多い中上健次、三重出身だが和歌山に住んだ宇江敏勝も、作品に川原町を登場させている。